# Dissotrocha schlienzi
Dissotrocha schlienzi is een raderdiertjessoort uit de familie Philodinidae. De wetenschappelijke naam van deze soort is voor het eerst geldig gepubliceerd in 1956 door Hauer.